# آرون پرایور
آرون پرایور (انگلیسی: Aaron Pryor; ۲۰ اکتبر ۱۹۵۵ – ۹ اکتبر ۲۰۱۶) بوکسور اهل ایالات متحده آمریکا بود.